# Chirocephalus wangi
Chirocephalus wangi är en kräftdjursart som beskrevs av Hsü 1933. Chirocephalus wangi ingår i släktet Chirocephalus och familjen Chirocephalidae. Inga underarter finns listade i Catalogue of Life.